# Валестра (Ређо Емилија)
Валестра је насеље у Италији у округу Ређо Емилија, региону Емилија-Ромања.
Према процени из 2011. у насељу је живело 231 становника. Насеље се налази на надморској висини од 637 м.